# Фиделизам
Фиделизам је идеологија која се придржава и заступа веровања и принципе Фидела Кастра. Настала је 1953. године, почетком Кубанске револуције.

## Историја
Након неуспеле опсаде Монкаде и Кастровог хапшења, многи кубански, али и амерички журналисти писали су о младом адвокату, комунисти, који је покушао да изврши револуцију на Куби. Ипак, Фидел Кастро оштро је демантовао сваку успоредбу и повезивање њега са комунизмом. Иако су му уверења заиста била слична комунистичкој идеологији, Фидел је избегавао да се изјашњава као комуниста због пререволуцијске Комунистичке Партије Кубе. Када је Кастро од њих тражио помоћ и испричао им своје планове за извршавање револуције и ослобађање од Батистиног диктаторског режима, Комунистичка Партија Кубе га је одбила тврдећи да на Куби још не постоје објективни услови за извршавање револуције. Револтиран овим одговором, Кастро је избегавао било какво повезивање њега са комунистима. 
Након хапшења, Кастро је захтевао да се његов двосатни говор на рочишту запише, како би касније био штампан и подељен свуда по Куби. Тако је и било. Након двочасовног говора, Кастру је досуђена казна од 15 година затвора. Касније у затвору је реконструисао свој говор, додао ствари које на суду није рекао, као и сам назив „Историја ће ме ослободити”. Након завршетка, „Историја ће ме ослободити” или „Кастров манифест” био је тајно штампан и дељен по Куби, као и по Кастровој жељи. 1955. Батиста даје амнестију Кастру и његовим друговима, када се фиделистичко и револуционарно расположење међу Кубанцима још више појачава. Пар година након револуције, 2. децембра 1961. Кастро се на националној телевизији изјаснио као следбеник марксизма-лењинизма. Сматра се да се од тог дана веома мали број људи изјашњавају као фиделисти.

## Фиделисти на Куби
Ван Кубе било је веома мало фиделиста. Након Кастровог изласка из затвора и све већег броја оних који су подржавали револуцију, народ на Куби делио се на фиделисте и антифиделисте.
Идеологија фиделизма базирала се на борби против диктаторкског режима и самог капитализма. Фидел Кастро сматрао је да се против капитализма мора борити оружјем и да не постоји миран начин за обарање диктатора. Управо због тога, он је желео да свргне Батисту са чела државе, а сам револуционарни сентимент је растао међу Кубанцима. Иако су били често називани комунистима, фиделисти су себе декларисали управо као фиделисте, што нико од противника револуције није прихватио. Након штампања „Кастровог манифеста” јавља се све више фиделиста и добровољаца, а диктаторски режим Фулгенсија Батисте званично пада 1. јануара 1959. године када Кастро и Ернесто Че Гевара поносно улазе у Хавану.

## Фиделисти данас
Јасно је да данас постоји врло мало оних који себе називају фиделистима, али ипак постоји доста људи који подржавају и поистовећују своја мишљења са мишљењима Фидела Кастра. Данас, највише оних који подржавају Кастра и његове принципе јесу Кубанци, али се такви налазе и диљем земаљске лопте. Међутим, постоје и многи противници Кастра и његових идеолошких погледа. Но, Кастровом смрћу, број фиделиста се знатно смањује, што и доказује полагано приближавање Кубе капитализму. 